# 贝布拉
贝布拉（德語：Bebra，發音：[ˈbeːbʁa] ⓘ）是德国黑森州卡塞尔行政区黑斯费尔德-罗滕堡县的城市，面积93.71平方千米，2023年12月31日人口为13,908人。